# NGC 4985
NGC 4985 est une vaste galaxie lenticulaire relativement éloignée et située dans la constellation de la Chevelure de Bérénice. Sa vitesse par rapport au fond diffus cosmologique est de 8 536 ± 15 km/s, ce qui correspond à une distance de Hubble de 125,9 ± 8,8 Mpc (∼411 millions d'al). NGC 4985 a été découverte par l'astronome germano-britannique William Herschel en 1787.
Selon la base de données Simbad, NGC 4985 est une galaxie active de type Seyfert 2.
En raison d'une brillance de surface égale à 14,18 mag/am2, on peut qualifier NGC 4985 de galaxie à faible brillance de surface (LSB en anglais pour low surface brightness). Les galaxies LSB sont des galaxies diffuses (D) avec une brillance de surface inférieure de moins d'une magnitude à celle du ciel nocturne ambiant.